# Stavkirke d'Uvdal

La stavkirke d’Uvdal (en norvégien : Haltdalen stavkyrkje) est une stavkirke (« église en bois debout ») érigée à Uvdal (aujourd'hui dans la commune de Nore og Uvdal - comté de Buskerud) peu après 1168. Des fouilles effectuées en 1978 ont montré que l'église avait été érigée sur les ruines d'une autre église.

## Histoire
1168 est la  date estimée d'après la dendrochronologie des pins sylvestres  utilisés lors de la construction.
L'église originelle était une simple pièce. Un pilier central probablement pour soutenir une  tour avec la cloche est toujours présent. Cet aménagement est l'un des rares de cette époque encore conservé et visible dans les églises de bois en Norvège.
Le modeste chœur de l’église se terminait par une abside semi-circulaire.
Il reste peu de mobiliers de l'époque médiévale, à l’exception des fonts baptismaux en bois situés devant l'autel.
L'un des aspects les plus intéressants est le portail ouest sculpté à la fin du Moyen Âge et proposant une représentation de Gunnar, héros d'une  saga légendaire nordique.
Un grand crucifix de 30 cm de hauteur en bronze et émail de Limoges datait du XIIIe siècle siècle. Il est aujourd'hui conservé au Musée d'histoire culturelle d'Oslo.

L'église a ensuite été agrandie au fil des siècles.
Comme de nombreuses autres églises en bois, l’église d'Uvdal fut peinte longtemps après sa construction.

Jusqu'à 1620, la seule lumière venait de petites ouvertures dans le toit, puis deux fenêtres furent percées ainsi que des bancs ajoutés. La chaire et l'autel étaient présents en 1656.
Entre 1720 et 1730 l’église fut transformée, s'agrandit  et adopta une forme cruciforme.
De riches peintures murales  de fleurs et de feuilles ornèrent murs et plafonds. La plupart des murs furent peints dans un style à dominante bleue. Après 1770  la dominante verte apparaît.

En 1819, la sacristie sur la façade nord fut ajoutée. Depuis la structure n'a pas été modifiée.
Après 1896, l’église  devient la propriété de la Société pour la préservation des monuments historiques de Norvège.

Les fouilles entreprises en 1978 dans le but de sécuriser l'édifice ont mis au jour des tombes médiévales. Elles  ont permis de retrouver les costumes et les textiles originaux.

## Dans les arts
En 1906 l'artiste peintre norvégienne Harriet Backer (1845-1932) propose une vue extérieure de l’église. En 1909, le flamboyant  intérieur de l’église est représenté dans deux toiles montrant l'autel et l'intérieur.

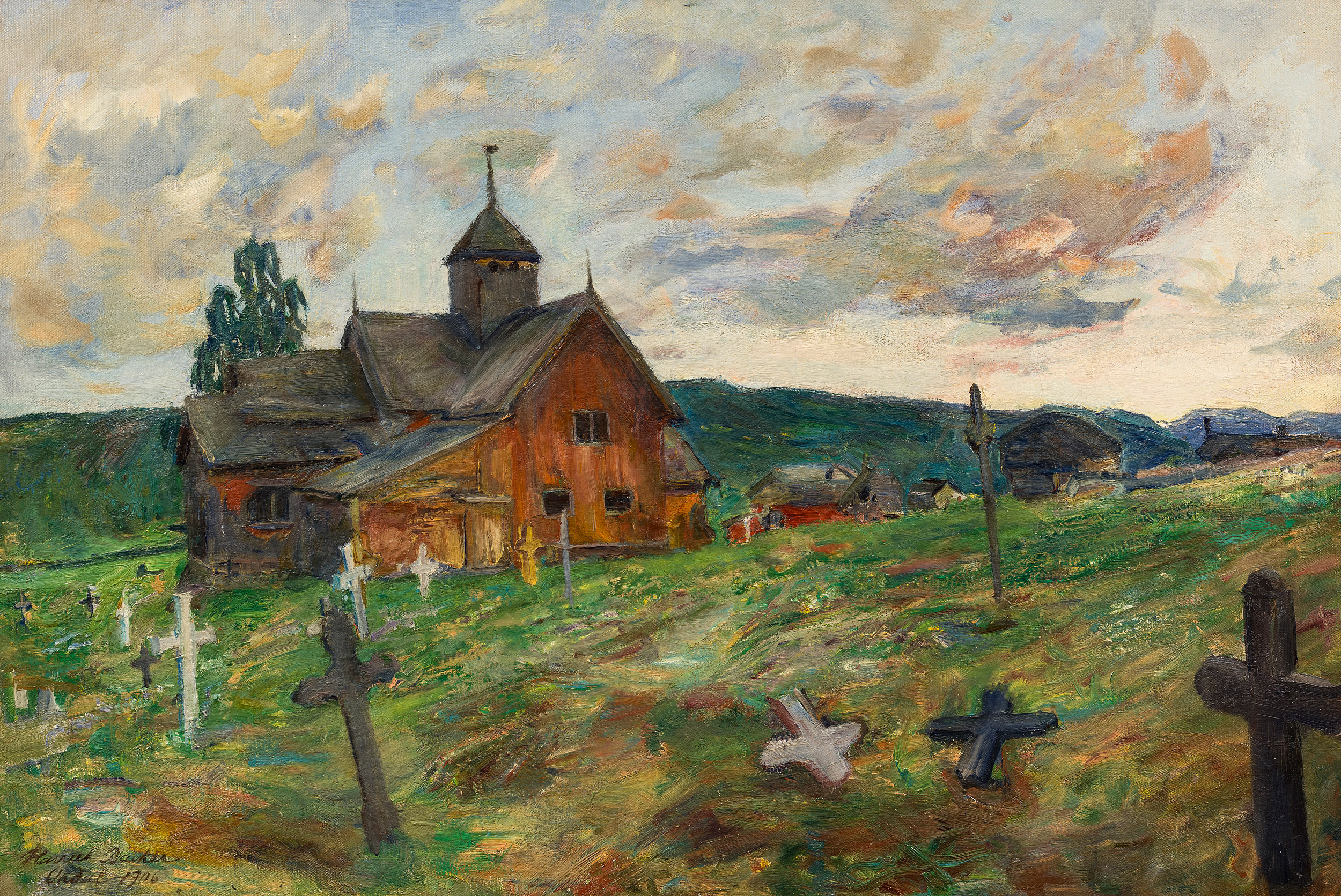
Église d'Udval : extérieur, 1906 (Collection particulière)
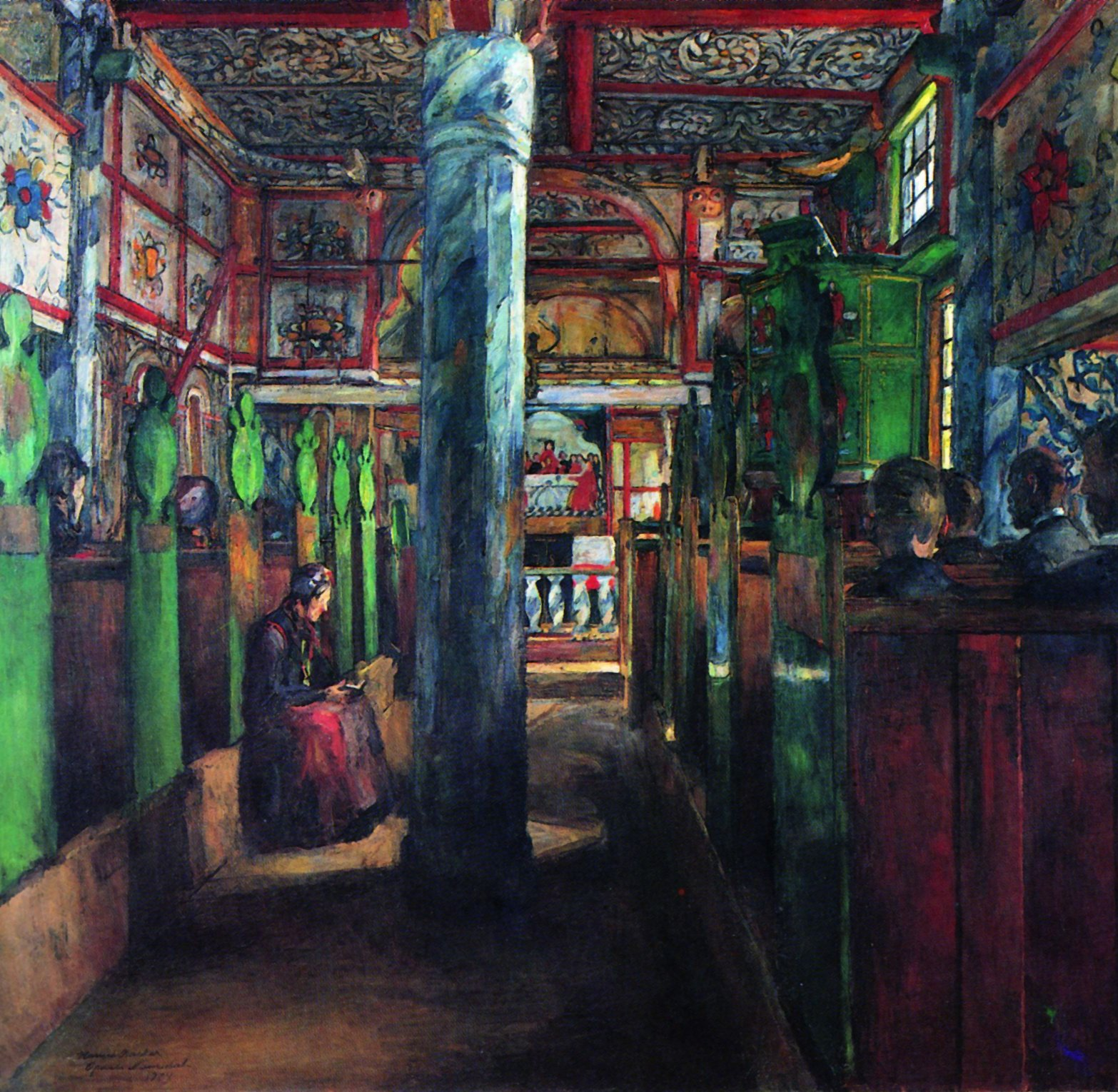
Église d'Udval : intérieur, 1909, Musée d'art de Bergen, Collection Rasmus Meyer
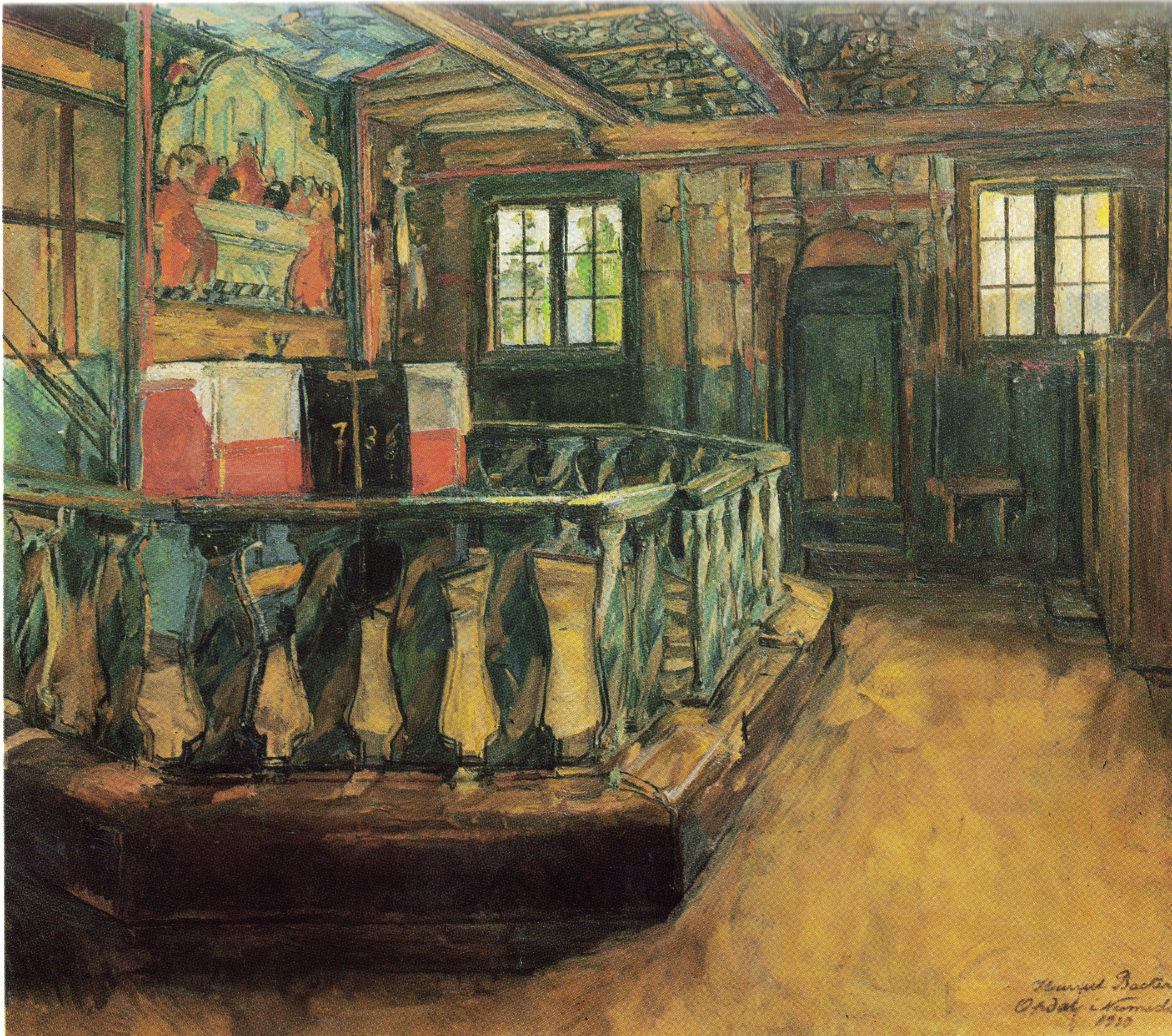
Église d'Udval : autel, 1909, Musée d'art de Bergen, Collection Rasmus Meyer